# J・マーク・ラムザイヤー
ジョン・マーク・ラムザイヤー（John Mark Ramseyer、1954年 - ）は、アメリカ合衆国の法学者。ハーバード・ロー・スクール教授。専門は日本法及び法と経済学。シカゴ生まれで宮崎県育ち。

## 経歴
シカゴで生まれ、0歳時に来日、18歳までは宮崎県に居住した（日本語にも堪能である）。ミシガン大学で修士号を取得後、ハーバード・ロー・スクールに進学。カリフォルニア大学ロサンゼルス校（UCLA）ロースクール教授、シカゴ大学・ロー・スクール 教授を経て、ハーバード・ロー・スクール教授。ハーバード・ロー・スクールで「三菱日本法学教授」という肩書を持ち、その講座でテニュア（終身雇用資格）となっている。

## 受賞
- 1990年、著書『法と経済学―日本法の経済分析』[3]によりサントリー学芸賞（政治・経済部門）を受賞。
- 2007年6月、第23回大平正芳記念賞を受賞[4]。
- 2018年11月、旭日中綬章を受章。
- 2024年6月、著書『慰安婦性奴隷説をラムザイヤー教授が完全論破』（ハート出版）により、国家基本問題研究所から第11回「国基研 日本研究賞」を受賞[5]。

## J・マーク・ラムザイヤーに対するキャンセル運動（2021年）
2020年12月、ラムザイヤーは法律・経済学の学術誌「インターナショナル・レビュー・オブ・ロー・アンド・エコノミクス」（International Review of Law and Economics）のオンライン版に「太平洋戦争における性契約」（"Contracting for sex in the Pacific War"）と題する論文を、法と経済学の論文として発表した。論文は、日本軍の慰安婦について、雇用主と女性の間で、どのようにして契約交渉が行われたかを経済学的に分析したものであった。
ラムザイヤーは、日本の風変りな雇用契約について興味を持ち、この論文に先立ち、30年前に、日本の娼婦の年季奉公に関する論文を発表していた:40。「太平洋戦争における性契約」も、いわゆる慰安婦問題を直接扱ったものではなく、当時の日本人（日本人と朝鮮人）慰安婦の契約のメカニズムを主題にした論文であった。
当初は世間に知られることもない学術論文だったが、産経新聞の英字版に取り上げられたことから韓国メディアが問題視し、それを見た米国の日本研究者や韓国人留学生によって、論文の撤回やラムザイヤーへの処罰を求める運動が始められた。ラムザイヤーによれば、口火を切ったのは、＜実在しない慰安婦の契約書＞を元に書かれた論文だと出版社に抗議した著名な日本研究者と韓国研究者、アンドルー・ゴードンとカーター・エッカートであった。
5人の若手学者が、ラムザイヤーの論文の中から資料の歪曲など大量の不正行為を発見したと発表。論文の撤回を求めてUCLAの教授が始めた署名活動は、ノーベル経済学賞受賞者を含む数千人の学者の署名を集めるに至ったが、こうした運動を指導したのは、慰安婦に関する予備知識を持たない人々だったとラムザイヤーは指摘している。
ラムザイヤーの論文は「学会のヘイトスピーチ」（金富子・東京外語大）、「学問的規範を犯した最悪例」（テッサ・モリス＝スズキ）:118と批判され、ラムザイヤーは「歴史修正主義者」「（ホロコースト）否定論者」と呼ばれた。出版予定だった本の印刷は中止され、通いなれた教会は、ラムザイヤーを出入り禁止にした。
そんな中、『反日種族主義』を執筆した元ソウル大学教授の李栄薫ら韓国の学者・弁護士らから成る11人のグループが、ラムザイヤーに対する個人攻撃を批判したほか、西岡力を含む日本の研究者6名が論文への支持を表明した。が、掲載誌によって問題が意図的なものでないとされ、論文の撤回要求（エッカート/ゴードンによるもの）を退けた後も、ラムザイヤーの学者生活が元に戻ることはなかった、一度キャンセル運動の標的になった学者は、論文の査読者から敬遠されたり、学者本人も査読者に対し疑心暗鬼になってしまうからだと、ラムザイヤーは述べている。

### 「太平洋戦争における性契約」
論文は、太平洋戦争中の日本軍の慰安所に関わる契約力学が、「信頼できるコミットメント（credible commitments）」という初歩的なゲーム理論を反映していたとし、慰安所側は、(1)売春婦（慰安婦）が被る危険と不体裁を埋め合わせるのに十分で、(2)監視の目の届かない場所で慰安婦が過酷な仕事に励むだけのインセンティブを与える契約を結ぶ為に確実性を必要とし、女性たちは慰安所のオーナーの無責任な約束や戦場に赴くリスクを察っし、前払いと短期契約を求めた。この帰結として、慰安婦と慰安所は、(1)多額の前金と最長でも1～2年の契約期間、かつ(2)十分な収益を上げれば早期に退職できる年季奉公契約を交わしたというもの。

#### 「批判者たちへの回答」
IRLE誌の要請を受け、「太平洋戦争における性契約」批判への反論と、論文について著者自身で解説したもの（Contracting for Sex in the Pacific War: A Response to My Critics, 2022年）。
この中で、ラムザイヤーは反論の相手として四つのグループを取り上げた。その理由をラムザイヤーは、ゴードンとエッカートは「ラムザイヤーは何ら慰安婦の契約書を持っていない」と言い出してメディアのラムザイヤー批判の主因となった人々であり、ガーセンは韓国のハイパーナショナリズムと（米国の）日本研究者たちのラムザイヤー叩きを結びつけ、スタンリーらは30ページを超えるリストを作ることで学術風に体裁づけた、吉見義明は慰安婦騒動の中で一番の有名人であるからだと説明している:7。

#### 「日本帝国における売春婦の年季奉公」
20世紀初頭の日本の売春産業を分析したラムザイヤーの論文（原題:Indentured Prostitution in Imperial Japan:Credible Commitments in the Commercial Sex Industry）。1991年に発表。親と売春婦、売春業者のやり取りを分析し、年季奉公契約によって女性が債務奴隷状態に置かれていたという通説は、実態に即していないと結論づけている。売春婦の多くは年季より早く借金を返済して離職しており、年季奉公契約はリスクの大きい性産業に飛び込む女性にとっても有利な契約だったとラムザイヤーは述べている。

#### 「慰安婦と教授たち」
慰安婦問題をテーマした論文（COMFORT WOMEN AND THE PROFESSORS）。2019年発表。日本陸軍が20万人もの女性を「強姦キャンプ」に送り込んだという欧米の常識に異議を唱える内容。

### 経緯
2020年の暮れにラムザイヤーが論文を発表。経済専門のブログ、Marginal Revolutionに好意的に取り上げられる。
2021年1月28日。青山学院大学の福井義高による要約が産経新聞の電子版に登場。31日の紙面にも掲載された。
2月1日。韓国紙の英字版で論文の存在を知ったアメリカの日本研究者や韓国研究者の一部が、SNS上でこれを問題視。出版元に抗議のメールを送るなどした。
2月7日、ハーバード大学のアンドルー・ゴードンがカーター・エッカートと連名で、出版社とラムザイヤー本人に論文の撤回を要求。17日にその内容を公にした。
2月中には、英語圏で反対活動が広まり、ノーベル賞学者を含む有名学者が相次いで声明を発表、学術誌からの撤回を求める署名活動も始まり、声明や署名には高名な経済学者、ゲーム理論家、日本研究家も名を連ねた。
3月にはフィラデルフィア市議会で非難決議、ホワイトハウスで質問が出るという事態になった。日本においても、吉見義明が代表を務める市民団体を含む、四つの団体が論文の撤回を求めて声明を出した。
2023年1月18日、IRLE誌の編集委員会は、ラムザイヤーの論文は撤回されないと発表した。委員会は、論文の内容が歴史的コンセンサスを覆す根拠にはなりえないとしながらも、ラムザイヤーによる意図的な不正行為の証拠はないとした。論文にそれまで付けられていた、内容ないし結論に誤りが含まれている可能性があることを示す「懸念の表明」は維持するとした。

### アンドルー・ゴードン（ライシャワー研究所）とカーター・エッカートによる批判
ハーバード大学のライシャワー研究所は、ラムザイヤーの論文の学問的根拠に対して、ハーバード大の日本研究者の間でも深刻な懸念が持たれており、同研究所のアンドルー・ゴードンが同大韓国研究所のカーター・エッカートとともに出版社に正式な声明を提出したことを表明した。韓国の中央日報によると、ハーバード大学東アジア言語文化学科教授のカーター・エッカート（朝鮮史専攻）と歴史学科教授のアンドルー・ゴードン（日本近現代史・労働史専攻）は、論文の根拠となる韓国人慰安婦の募集契約書をラムザイヤーが直接探したという証拠はなく、「自分で見たことのないのにどうして強い表現まで使って論文を書いたのか理解不能である。『証拠未確認』『主張を裏付ける第三者の証言不足』『選択的文書の活用』などで、学問的真実性を深刻に違反している」と批判した。韓国のハンギョレ新聞はこの点について、ラムザイヤーは論文の根拠となる契約書を見つけられなかったことを同僚に対して認めたと報じた。
なお、ゴードンとエッカートが、ラムザイヤーの論文の中で使用された資料を調査したとする時期、ハーバード大の図書館は、新型コロナの流行の為に閉鎖されており、慰安婦に関する大学の日本語文献も全てラムザイヤーのオフィスにあったと、ラムザイヤーは指摘している。

#### ラムザイヤーの反論
ゴードンらに対し、ラムザイヤーは、自分は契約書の現物を持っているとは言っておらず、間接的な証拠に基づいて契約について論じたのだと反論した。契約書は、戦地からの帰国の混乱や朝鮮戦争の中で失われただろうとし、ラムザイヤーは、山形県や和歌山県で業者が慰安婦を募集した時の記録や、日本軍の慰安婦の契約について触れた米軍の調査記録、朝鮮人元慰安婦が契約について証言している事実を提示した:9。

#### ゴードン・エッカートによる再反論
ゴードンとエッカートは、ラムザイヤーに対し再反論し、これを最終回答とした。ゴードンらは、ラムザイヤーが示す契約の情報は日本人に関するものであり、朝鮮人慰安婦の議論に絡めるのは、誤魔化しだとした。二人は、ラムザイヤーが契約書の実物を見たことがないと認めたのは、喜ばしいことだと述べている。

### エイミー・スタンリーら五人による不正研究を理由とする撤回要求
エイミー・スタンリー、ディビッド・アンバラス、ハンナ・シェパード、茶谷さやか、チェルシー・シーダーら五人は、ラムザイヤーの不正を訴えて、IRLEに論文の撤回を要求する手紙を送り、ネット上に公開した。
茶谷によれば、五人は「単なるミス、誤解、認識不足ではなく、恣意的な研究不正である可能性が高い」と考え:119、検証した結果、歪曲、不正確な説明、誤誘導、歴史資料の欠落が見つかったとして、このレベルの論文が査読を通るべきではなく、アカデミックな雑誌に載るべきではないと訴えた。
五人は、twitter（現X）の公開アカウントを使い、フォロワーを交えて意見を交換しながらラムザイヤーの不正を追及したが、最終的にIRLEは、ラムザイヤーによる不正はないと結論づけた。ラムザイヤーは、このグループを「スタンリーのクインテット（五重奏・五人組）」と呼んだ。
ラムザイヤーは、五人に慰安婦の歴史に関する研究実績はなく、当人達もそれを認めていると指摘した。五人は、ラムザイヤーの論文から歪曲や虚偽を発見したとして30ページを超えるリストを作ったが、ラムザイヤーによれば、間違いは三つだけで、いずれも些細なものだったとする。
ロバート・エルドリッヂは、五人を政治的に偏向したcareeristだと評した。しかし、五人よりも残念だったのは、彼女らに同調した学者達であり、そうした学者達は、学問の世界で村八分になることを恐れたのか、知的に怠惰だったのか、あるいは臆病だったのかもしれないとエルドリッヂは述べている。

#### エイミー・スタンリー
（Amy Stanley ノースウェスタン大学教授）
ゴードンの元学生。五人の中では一番名前が知られた人物。ラムザイヤーらによれば、当初「歴史家の調査によると、慰安婦の契約書なる物は存在しない」と喧伝したが、二週間後には、トーンダウンしたという。スタンリーは、自分の夏休みの課題図書として何冊かの書籍をtwitterに公開したが、その中には吉見義明や秦郁彦の著書といった慰安婦に関する古典的研究も含まれており、ラムザイヤーはスタンリーが基本的な知識もないまま、論文を批判していたと主張している（スタンリーがIRLEに抗議のメールを送ったのは、2月1日）。スタンリーが、慰安婦に関する勉強を始めると宣言し、現存する豊富な文献や資料を前に驚いていると述べたのは、騒動が始まって一年以上経ってからのことだという。
スタンリーは、Woke（お目覚め）運動への憧れを隠さず、「学術界の刺客（academic assassin）」と呼ばれて満更でもない様子だったと、ラムザイヤーは述べている。「ここから始まる:　諸学提携の共同研究により歴史修正主義に立ち向かう」をテーマに学術会議を開催し、ラムザイヤー説の崩壊とその後の展望について聴講を呼びかけた:34。

#### デビッド・アンバラス
（David Ambaras ノースカロライナ州立大学教授）
アンバラスは、ラムザイヤーを追及する過程で、ラムザイヤーと同じく慰安婦を奴隷と見なすことに否定的な韓国の経済学者李宇衍の論文がディプロマット誌に掲載されている事に気づき、「歴史修正主義」だとして雑誌の公式アカウントに抗議し、これを撤回させた。
漢陽大学のジョセフ・リーは、アンバラスをシンポジウムに招いて持論を語らせようとしたが、否定論者と討論させようと考えるのは、知的にもモラル的にも正常ではないと拒否された。九州大学のオドワイヤー・ショーンも、五人にシンポジウムへの参加を呼びかけたが、拒絶された。
アンバラスはその後、twitterのアカウントを閉鎖し、マストドンに活動の場を移した。
ラムザイヤーは、アンバラスを5人組の頭目（ringleader）と見なしている。

#### ハンナ・シェパード
（Hannah Shepherd ケンブリッジ大学トリニティカレッジ研究員）
メンバーの中で最初に論文の存在に気づき、三菱に支援されたハーバード大の教授が、慰安婦を売春婦だと主張していると、注意を喚起した。翌日にはIRLEに論文の撤回要請を送り、自分の抗議文をお手本にするようSNSに公開した。シェパードはIRLEの編集者たちに、ラムザイヤーの論文は、日本の極右否定論者の言説を学会誌でオウム返しに語ったものだと警告した。

#### 茶谷さやか
（Sayaka Chatani シンガポール国立大学准教授）
茶谷は、論文のレビュワーの一人は歴史家だったらしいとしながらも、編集者側に問い合わせたところによれば、おおもとの資料や歴史事実についてファクトチェックを行ったものでなく、使った資料だけを、その真偽に関係なく前提として、単に結論とされていることが言い得るかどうかを見ただけであると言われたと述べている。

#### チェルシー・シーダー
（Chelsea Szendi Schieder 青山学院大学准教授）
シーダーは、五人の中で唯一、日本の大学に籍を置く学者。
シーダーが、ザ・ネイション誌に寄稿した論文「日本政府が消そうとしている歴史」によると、検証作業を進める中で、五人はneto uyo（ネトウヨ）の攻撃に身構えていた。朝日新聞の植村隆のことが頭に浮かんだからだ。チームの努力の結果、論文に「懸念の表明」をつけられることになったが、この間に、ラムザイヤーは日本のサイバー右翼のヒーローとなった。一部の極右の問題なら無視するという手もあったが、日本政府自身が歴史修正主義を試みているのである。
日本の極右は現在までのところ、英語圏の知識人の中に慰安婦の強制性を否定してくれる仲間を見つけられずにおり、右翼の歴史修正主義者の影響は日本語版ウィキペディアを含むサイバー空間に大きな影響を与えているものの、英語圏のアカデミックの場には入り込めずにいた。そこに登場したのがラムザイヤーの論文で、日本の極右超国家主義者に長年待ち望まれていた勝利を一次的にもたらしたが、否定論に対抗する学者や活動家による国境を越えた反応は強力で、この悪い歴史は完全に否定されたのである（シーダーの分析は、2021年3月時点のもの）。

### 論文撤回を求める経済学者たちの声明（マイケル・チェ）
カリフォルニア大学ロサンゼルス校の政治学部のマイケル・チェ教授（ゲーム理論）の起こした当該論文の撤回を求めるオンライン署名には、5日間で2,464人の学者が賛同した。賛同者の中にはノーベル経済学賞を受賞したエリック・マスキンもいた。
声明は、慰安婦について、日本軍により性奴隷制に強制された主に11歳から20歳の女性であり、誘拐、甘言、騙しなどの手段を使って集められた女性たちが、憲兵の監視の下、軍用船により日本軍の慰安所に送り込まれ、拷問、強制堕胎、連続強姦により75％が死亡したと説明している。強制の事実は日本政府も認めており、国連やアムネスティ・インターナショナルによっても確認されているという。日本人経済学者、竹内幹もこの声明に署名している。
西岡力は、経済学者たちの声明について、多くの事実関係の誤りや歪んだ資料の扱いが含まれているとした上で、求められるのは学術的討論であって、多数の力で論文撤回を求めることではないとを批判した。
ラムザイヤーは、この声明文はマイケル・チューによって書かれたものだろうとしている。その上で、声明文の内容を悪意に満ちた反日史であり、なんの学術的根拠も有しないと評している:7
声明文は以下の5点を問題点として挙げている。
- 証拠といえるほどの裏付資料がないにもかかわらず、はじめから雇用契約としていること。また、論文の中で比較的関連性のあるものとしては日本内地での売春宿の例が述べられているが、これが日本以外の外地にあった慰安所にもあてはまるとはいえないこと。
- 女性らの合意があったと一方的に仮定していること。女性らについて合意があったとしているが、一般的に合意があったと言える信頼できる根拠を示していない。むしろ実際には、多くの女性が業者に騙され或いは拉致されて、連れて来られ、強制されたことを証言している。
- 慰安婦は報酬を得ており、また、自由に仕事場を去ることができたと、一方的に仮定していること。実際には、逃げ出そうとして、日本軍につかまり、拷問されたり、見せしめに殺害された女性に関する証言さえある。
- 日本の軍や政府の関与を認めていないこと。ラムザイヤーは、何の理由も論理的な説明もなく、全く唐突に「日本政府は女性らに売春を強制したわけでない」と述べて、公的機関の責任を免罪している。この部分は、経済学としての論題に関係がなく、歴史上の問題としても全く事実に反すること。
- 経済学、ゲーム理論、法と経済学の名を使い、これらで自身の結論を正当化しようとしていること。自身の結論は"信用できるコミットメント"というゲーム理論の基本的原則から導かれるものだとラムザイヤーは述べているが、ゲーム理論の名で事態を解釈・説明したからと言って、それでそもそも搾取や強制がなかったということにはならないこと。ラムザイヤーは、ゲーム理論の名を使って、法と経済学の学術誌（電子版）に載せたが、声明の冒頭では、これにより、学術誌や経済学への不信・悪評を招かないかとの懸念が表明されている。

### ジニー・ソク・ガーセン「慰安婦の真実を求めて」
ラムザイヤーの論文がニュースになると、ハーバード・ロー・スクールの教授であり、ザ・ニューヨーカー誌の定期寄稿者でもあったジニー・ガーセンの下へは、学生や卒業生から苦情が寄せられるようになった。自分が、アジア系アメリカ人女性初、そして韓国系としては唯一人テニュア（終身雇用資格）を持つ学者だからだとガーセンは述べている。ガーセンは、ゴードンやスタンリーの他、アレキシス・ダデン、テッサ・モーリス・スズキといったラムザイヤーを批判する学者らに取材し、論文の問題点を炙り出し、ニューヨーカー誌に寄稿して（「慰安婦の真実を求めて-ハーバード大学教授の怪しげな学問が、いかにして韓国と日本の不信の歴史を再燃させたか」）好評を博した:25-28。
ガーセンは、ラムザイヤーの主張は多くの人々に苦痛を与えたが、彼を批判する学者たちの、真実を追求しルールや手続き守ることに対する強い決意に目を見張らされたと言い、国際的に信用のあるハーバード大から、極端な「否認主義」が現れたというのがラムザイヤー問題の本質だと述べている。ガーセンによれば、韓国にもラムザイヤーを支持する学者がいるというが、記者に暴力を振るったり慰安婦像の撤去を求めてデモをするような人々であり、ラムザイヤーを支持する日本人学者も、ほとんどが歴史学の学位を持たず、戦時中の日本の残虐行為の否定に注力している右派団体とつながりのある人々らしかったとする。
ラムザイヤーは、ガーセンの記事は一見公平そうなオーラをまとっているが、ラムザイヤーから資料を提供されていたにもかかわらず、著者が知っていながらあえて書いていない事項が多く、代わりにポピュラーな反日言説を「歴史学のコンセンサス」として語っていると評した:25-28。

### 吉見義明による批判
吉見義明は、ラムザイヤーが、軍や政府が慰安婦制度という性奴隷制度をつくり、維持したということを無視していると批判した。特にラムザイヤーが、戦前の日本の人身売買にかかわる法の欠陥を見ておらず、慰安婦が娼妓や酌婦と同様に、性奴隷制の被害者だったという重大な人権侵害の問題を無視して立論していることは致命的だとしている。吉見は、「このような歴史修正主義の主張がIRLE誌の査読を通ったことは大きな問題である」とし、IRLEがこの論文の掲載を撤回するよう強く勧告したいと述べた。他にも吉見は、慰安婦は契約を結んだ主体ではなく、前借金を返済しても帰国できなかった女性がいたとも述べている。

#### ラムザイヤーの反論
ラムザイヤーは、事実として当時の裁判所には（慰安婦や娼妓の）前払金契約は合法と認められていたのであり、日本政府や裁判所が公娼（制度）を認めるべきだったかどうかといった話には自分は関心がなく、論文は契約構造の背後にある経済学的論理を説明したものであり、吉見から道徳的な話を蒸し返される度にウンザリすると述べている。またラムザイヤーは、吉見が現代経済学では常識である「限界分析」について理解していないのではないかとも述べている。ラムザイヤーによれば、親に売られた女性は、（経済学的には）限界値以下の存在となり、業界で使われていた契約書式には影響を及ぼさないのだという。

#### 「新たな装いで現れた日本軍『慰安婦』否定論を批判する日本の研究者・アクティビストの緊急声明」
吉見が共同代表を務める市民団体「Fight for Justice」は、「歴史学研究会」「歴史科学協議会」「歴史教育者協議会」などと共に、先行研究を無視した研究の掲載誌からの撤回を求めるとして、緊急声明を発表した。

### その他の論文の撤回を求める署名運動
韓国の民間団体VANKの起こした署名活動、留学生団体の起こした署名活動等がある。

### 著者に対する論評
ラムザイヤーは、一連の騒ぎの中で「レイシスト（差別主義者）」「（ホロコースト）否定論者」「白人至上主義者」などと批判された。
- 小山エミは、実際には米国の黒人社会を念頭に、マイノリティへの恩恵とその分配が特権的集団による暴力・脅迫の構造を維持するため、差別をなくしたいならマイノリティへの支援を今すぐ打ち切れ、というのがラムザイヤーの持論であり、ラムザイヤーの政治主張・思想に、米国における日本研究に伝統的にまとわりつく白人男性中心主義・白人至上主義があるとする[55]。

- 茶谷さやかは、ラムザイヤーについて、米国の黒人マイノリティについて彼らが受ける差別や搾取は彼らの責任であることを証明したいと、他の論文で自ら述べており、それを米国のマイノリティについて直接行うと問題になるため、日本社会の例を使って、オープンな理論導入を図りたいと述べていると語っている[56]。

- ハンギョレ紙は、ラムザイヤーの論文は慰安婦や戦時性暴力に反対する人々への嘲笑であり、歴史の歪曲であるとした[57]。

ラムザイヤーと日本政府や日本の右翼、「戦争犯罪企業」とのつながりを報じたメディアや学者もいる。
- 韓国メディアは、ラムザイヤーの肩書であるハーバード大学ロースクールの「三菱日本法学教授」が三菱グループの寄付によって作られたことに触れ、ラムザイヤーは戦犯企業の支援を受けて、慰安婦や徴用工の強制労働の歴史に関し、日本の右翼の主張に沿った内容を発表してきたと報じた[57][注釈 11]

- 中央日報は、ハーバード大の校内新聞「ハーバード・クリムゾン」が、日本政府と関係について質問をしたところ、ラムザイヤーは、いったん回答を避け、あとからメールで、具体的な内容には触れずに「日本政府との関係は論文に影響を全く及ぼしていない」と抽象的な回答をしてきた。また、ラムザイヤーの感情面の問題として、彼は日本政府から「旭日章」を受けており、幼少期に共に日本で過ごした母親がとくにこれを誇りにしていたと彼自身が話していると指摘した[59]。

- 北朝鮮メディア朝鮮の今日は、ラムザイヤーを「親日分子」とし、論文は慰安婦の強制性を否定する内容だとした。同紙は「過去の犯罪を隠蔽しようとする日本の反動勢力の恥知らずで不道徳な妄動を支持、加勢しただけでなく、日本軍の性的奴隷被害者を自発的な売春婦と呼んで侮辱した」と批判した。[60]。

- 山口智美は、「ラムザイヤー氏の『査読』論文は、（日本の）右派の主張を正当化する役割を果たしてくれるもの」であり、ラムザイヤーは「もしかしたらに日本政府にとっても・・・手が出るほど欲しかった、理想の人材」だと述べた[61]。山口は、日本では産経新聞、ジャパンフォワード、夕刊フジなどの産経新聞系メディアが2020年公開の論文を受けて翌2021年に入り宣伝拡散し出したこと[62]、もともとジャパンフォワードには、ケヴィン・ドーク（ジョージタウン大学教授）、アール・キンモンス（大正大学名誉教授）、ジェイソン・モーガン（麗澤大学准教授）といった右派白人男性の研究者の記事が掲載されてきたこと、例えばモーガンとラムザイヤーは以前から関係が近かったことがうかがわれること、2020年1月からラムザイヤーはジャパンフォーワードに執筆者としても登場し出したこと等を挙げて、当初からその関係性が近かったことを指摘している[63]。

- スタンフォード大学の韓国・日本の専門家であるダニエル・スナイダーは、ラムザイヤーの主張は「まさに日本の歴史修正主義的な右派が論じてきたものだ」とし、ある日本の外務省高官も歴史家ら（ゴードン/エッカート）によるラムザイヤー論文の調査結果を知ってからは、日本政府はラムザイヤー氏の主張を支持する訳ではないとスナイダーに保証したという[64][注釈 12]。

### 論文と著者に対する攻撃を批判する意見
論文とその著者ラムザイヤーを擁護し、一連の攻撃を批判した人々もいた。
- 産経新聞は、高名な会社法学者かつ日本研究者であるラムザイヤーが、査読を経た学術論文で「慰安婦＝性奴隷」説を否定していることを肯定的に評価した[65]。

- 麗澤大学准教授のジェイソン・モーガンは、ラムザイヤーの論文を攻撃する人々の多くは、慰安婦を絶対的な犠牲者と見なす過激なフェミニストであり、人種差別や研究の問題の専門家でもあり、韓国の資金源から資金提供を受けている研究所であると主張した[12]。

- ジャーナリストの室谷克実は、内容のほとんどは日本の研究者が既に掘り起こしたもので、新たな視点は見られなかったとしつつ、韓国側から論文の撤回を要求する動きが起こっているのは、内容が韓国にとって不都合だからであろうと述べた[66]。

- 有馬哲夫や西岡力は、ラムザイヤーに対する一連の非難や攻撃をキャンセル・カルチャーだと批判した[67][68]。

## その他の論文

### 沖縄基地の論文
沖縄タイムスは、沖縄の基地に関するラムザイヤーの論文に「（辺野古新基地建設に対する）闘争によって、沖縄のエリートは政府からより多くの補助金を手にし、本土の活動家は沖縄と関係のない目標を追求する（沖縄タイムスによる和訳）」などとあることについて、事実と異なっている、根拠が不十分である、問題のある表現があると報道している。また、社説で論文は大勢が定まった専門的な書籍ではなく一方的な一般書の引用であり恣意的であると非難している。ラムザイヤーは沖縄タイムスの取材に対しこの論文を出版しないと回答した。

### 被差別部落問題に関する論文
慰安婦問題に関する論文の問題によって、ラムザイヤーの論文が注目を集めた結果、既にIRLEに掲載されていた論文 "On the Invention of Identity Politics: The Buraku Outcastes in Japan"(2019)（日本名：でっちあげられたアイデンティティ・ポリティックス：日本の部落アウトカースト）において、歴史認識、現状認識の誤りと活動団体への中傷があるとして、反差別国際運動(IMADR)が2021年3月8日非難声明を出した。
さらに、日米4人の研究者による非難声明が、５月１日付 亜細亜太平洋月刊誌（The Asia-Pacific Journal）Japan Focus の「ラムザイヤー論文と部落問題に関する特集ページ」で発表された。彼らは、論文は被差別部落に対する憎悪を煽り、また、研究の目的が明示されず、社会的、学術的な意義も設定しないまま批判的な主張が繰り返され、主張を裏付ける証拠を提示していない点も学術論文として基準を満たしていないと主張、掲載誌編集者に論文の再審査を求めているという。

### 関東大震災時の朝鮮人虐殺に関する論文
ラムザイヤーが2019年6月に発表した、関東大震災時の朝鮮人虐殺に関する論文「自警団：日本の警察、朝鮮人虐殺と私立保安業者」が、英国ケンブリッジ大学の学術誌（ハンドブック）に掲載される予定だったが、関東大震災当時、朝鮮人が暴力的な行動を取ったという主張が含まれており、イスラエル・ヘブライ大学法学部のイーロン・ハレル教授が、具体的で批判的なコメントを伝えたところ、ラムザイヤーは「相当部分が日本消息筋から聞いた噂に過ぎない」と説明したといい、ラムザイヤーはこれに伴い論文を事前公開サイトから削除、論文を大幅修正する意思を表明したとされる。
修正に同意したラムザイヤーだが、この問題を提起した米国イースタンイリノイ州立大学史学科のイ・ジンヒ教授に対しては、メールを送り、論文出版を遅延させたとして怒りを表し、名誉毀損に対して取る措置を考慮中であり、今回のメールは一種の「警告」を送るものだと述べたという。

## 著書

### 単著
- 『法と経済学――日本法の経済分析』（弘文堂、1990年）
- Indentured Prostitution in Imperial Japan: Credible Commitments in the Commercial Sex Industry[79], 01 March 1991(The Journal of Law, Economics, and Organization, Volume 7, Issue 1, Spring 1991, Pages 89-116)
- 曽野裕夫訳　Ramseyer J.Mark（マーク・ラムザイヤー）「芸娼妓契約 -性産業における「信じられるコミットメント(credible commitments)」」『北大法学論集』第44巻第3号、北海道大学法学部、1993年10月、642-596頁、ISSN 03855953、NAID 120000953537。
- Odd Markets in Japanese History: Law and Economic Growth, (Cambridge University Press, 1996).
- Comfort Women and the Professors, Discussion Paper No.995 （慰安婦と教授 ディスカッションペーパー995号）[80] 2019年3月
- On the Invention of Identity Politics: The Buraku Outcastes in Japan Review of Law & Economics, De Gruyter, November 6 2019[81]（「でっちあげられたアイデンティティ・ポリティクス：日本の部落アウトカースト」[82]『レビュー・オブ・ロー・アンド・エコノミクス』デ・グロイター、2019年11月6日）
- A Monitoring Theory of the Underclass: with Examples from Outcastes, Koreans, and Okinawans in Japan Society for Institutional & Organizational Economics, January 24, 2020[83]（「底辺層における相互監視の理論：日本のアウトカースト, 在日コリアン, 沖縄の人々を例に」[84]制度と組織の経済学会、2020年1月24日）
- Contracting in Japan (Cambridge Studies in Economics, Choice, and Society)Cambridge University Press 2023年7月
- 『慰安婦性奴隷説をラムザイヤー教授が完全論破　娼婦・慰安婦は年季奉公契約をしていた』ハート出版、2023年12月。ISBN 978-4-8024-0172-2

論文4編を、藤岡信勝・山本優美子・藤木俊一・矢野義昭・茂木弘道が編訳解説。

### 共著
- Cases and Materials on Business Associations: Agency, Partnerships, and Corporations, with William A. Klein, (Foundation Press, 1991, 2nd ed., 1994, 3rd ed., 1997, 4th ed., 2000, 5th ed., 2003, 6th ed., 2005).
- Japan's Political Marketplace, with Frances McCall Rosenbluth, (Harvard University Press, 1993).

F・ローゼンブルス共著、川野辺裕幸・細野助博訳『日本政治の経済学――政権政党の合理的選択』（弘文堂、1995年）
- The Politics of Oligarchy: Institutional Choice in Imperial Japan, with Frances M. Rosenbluth, (Cambridge University Press, 1995).

青木一益・永山博之・斉藤淳訳『日本政治と合理的選択――寡頭政治の制度的ダイナミクス 1868-1932』（勁草書房、2006年）
- Japanese Law: An Economic Approach, with Minoru Nakazato, (University of Chicago Press, 1998).
- Agency, Partnerships, and Limited Liability Entities: Unincorporated Business Associations, with William A. Klein and Stephen M. Bainbridge, (Foundation Press, 2001, 2nd ed., 2007).
- （三輪芳朗）『日本経済論の誤解――「系列」の呪縛からの解放』（東洋経済新報社、2001年）
- （三輪芳朗）『産業政策論の誤解――高度成長の真実』（東洋経済新報社、2002年）
- Measuring Judicial Independence: the Political Economy of Judging in Japan, with Eric B. Rasmusen, (University of Chicago Press, 2003).
- The Japanese Legal System: Cases, Codes, and Commentary, with Curtis J. Milhaupt and Mark D. West, (Foundation Press, 2006).
- The Fable of the Keiretsu: Urban Legends of the Japanese Economy, with Yoshiro Miwa, (University of Chicago Press, 2006).
- （三輪芳朗）『経済学の使い方――実証的日本経済論入門』（日本評論社、2007年）
- J. Mark Ramseyer, Eric B. Rasmusen Outcaste Politics and Organized Crime in Japan: The Effect of Terminating Ethnic Subsidies Journal of Empirical Legal Studies, Cornell Law School and Wiley Periodicals, LLC., 13 February 2018[85]（「日本の被差別民政策と組織犯罪:同和対策事業終結の影響」[86]『ジャーナル・オブ・エンピリカル・リーガル・スタディーズ』コーネル大学ロースクール・ワイリーブラックウェル、2018年2月13日）
- （長谷部恭男・宇賀克也・中里実・川出敏裕・大村敦志・松下淳一・神田秀樹・荒木尚志・白石忠志）『アメリカから見た日本法』（有斐閣、2019年）
- Ramseyer, Mark; Morgan, Jason M. (2024). The Comfort Women Hoax: A Fake Memoir, North Korean Spies, and Hit Squads in the Academic Swamp. Encounter Books. ISBN 9781641773454

### 編著
- Japanese Law: Readings in the Political Economy of Japanese Law, (Ashgate, 2001).

### 共編著
- Japanese Law in Context: Readings in Society, the Economy, and Politics, co-edited with Curtis J. Milhaupt and Michael K. Young, (Harvard University Asia Center, 2001).
- Distribution in Japan,co-edited with Yoshiro Miwa and Kiyohiko G. Nishimura, (Oxford University Press, 2002).
- （金子宏・中里実）『租税法と市場 = Taxation and the Market Economy』（有斐閣、2014年7月）
- （岩倉正和）『ケースブックM&A――ハーバード・ロースクールでの講義を基に』（商事法務、2015年）

## 脚註